# Església parroquial de Sant Maur i Sant Francesc (Alcoi)
L'església de Sant Maur i Sant Francesc és un temple ubicat en la plaça de Ramón y Cajal, número 6, de la localitat d'Alcoi (l'Alcoià, País Valencià).
De línia classicista, va substituir la primitiva església, d'estil barroc valencià. En el seu interior es poden admirar alguns llenços del pintor alcoià Francisco Laporta Valor. L'anterior temple va ser saquejat i incendiat l'1 d'abril de l'any 1936, igual que l'església arxiprestal de Santa Maria i el Convent de Sant Agustí, també a Alcoi. Després, durant la Guerra Civil, va ser enderrocada.
Sobre aquestes runes es va reedificar l'església dedicada a Sant Maur i Sant Francesc, a l'any 1942 sobre projecte de l'arquitecte alcoià César Cort Botí. Però, serà l'arquitecte Joaquín Aracil Aznar el qui adaptarà el treball de Cort i dirigirà les obres des del 1943 fins l'acabament en l'any 1955, tot sent inaugurada l'abril de l'any següent.

## Museu
Al costat de l'església s'hi troba el museu parroquial. En aquest indret es custodia una important col·lecció d'art religiós: diverses obres pictòriques, ornaments litúrgics i altres objectes relacionats amb el culte.